# Femme Fatale (film)
 For alternative betydninger, se Femme fatale (flertydig). (Se også artikler, som begynder med Femme fatale)
Femme Fatale er en film af Brian De Palma fra 2002.

## Eksterne Henvisninger
- Femme Fatale på Internet Movie Database (engelsk)
- Femme Fatale på Filmdatabasen
- Femme Fatale på Scope
- Femme Fatale i Svensk Filmdatabas (svensk)
- Femme Fatale på AlloCiné (fransk)
- Femme Fatale på MovieMeter (nederlandsk)
- Femme Fatale på AllMovie (engelsk)
- Femme Fatales profil hos Encyclopædia Britannica Online (engelsk)
- Femme Fatale på Turner Classic Movies (engelsk)
- Femme Fatale på The Movie Database (engelsk)